# Kirstie Allsopp

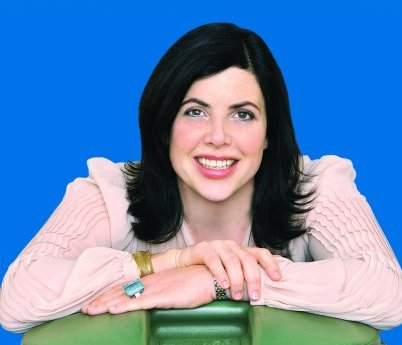
Kirstie Allsopp (2009)

Kirstie Mary Allsopp (* 31. August 1973 in Hampshire, England) ist eine britische Fernsehmoderatorin und Journalistin. Sie ist bekannt als Moderatorin der TV-Magazine Location, Location, Location; Relocation, Relocation; Location Revisited; The Property Chain und Kirstie's Homemade Home. Alle Magazine mit Ausnahme der letzten beiden moderiert sie gemeinsam mit Phil Spencer.

## Leben
Allsopp ist die Tochter von Charles Henry Allsopp, 6. Baron Hindlip und ehemaliger Vorsitzender des bekannten Auktionshauses Christie’s. Ihre Mutter Fiona McGowan arbeitete als selbständige Innenarchitektin und besaß ein eigenes Architekturbüro. Allsopp hat drei Geschwister, einen Bruder und zwei Schwestern. Ihre Schwester Sofie Allsopp arbeitet ebenfalls als Fernsehmoderatorin.
Durch den Titel ihres Vaters trägt sie den Titel The Honourable Kirstie Allsopp.
Sie besuchte verschiedene Schulen, unter anderem St. Clotilde's in Lechlade, Gloucestershire und Bedales, nahe Petersfield, Hampshire. Allsopp verbrachte einige Zeit in Indien und unterrichtete dort Englisch. Nach ihrer Rückkehr nach Großbritannien arbeitete sie für Country Living und Food & Homes Magazine sowie für das Unternehmen ihrer Mutter, Hindlip & Prentice Interiors. Bei Christies besuchte Allsopp Kurse in Kunstgeschichte.
Sie gründete außerdem ihre eigene Immobilien-Firma Kirmir Property Search.
Allsopp ist außerdem seit Dezember 2007 Beraterin der Conservative Party in Wohnungsfragen.
Allsopp wurde, wie anderen Moderatoren auch, verschiedentlich vorgeworfen, im Rahmen ihrer Fernsehsendungen bei den Fernsehzuschauern auf unverantwortliche Weise den Wunsch nach einem Eigenheim zu nähren, was zu einer finanziellen Überschuldung der Interessenten führe. Sie verteidigte sich von solchen Vorwürfen, indem sie in The Times schrieb, „solche Sendungen und ihre Moderatoren für den derzeit unsicheren Stand auf dem Immobilienmarkt verantwortlich zu machen, wäre genauso, als wenn man TV-Köche für die zahlreichen Fälle von Adipositas verantwortlich zu machen versuche“.
Ihr Lebensgefährte ist der Immobilienmakler Ben Andersen, sie haben zwei gemeinsame Kinder. Sie ist auch Stiefmutter von Andersens zwei Kindern aus einer früheren Beziehung. Derzeit leben sie in London.
Im Oktober 2009 wurde in mehreren englischen Zeitungen berichtet, dass Allsopp im Falle eines Wahlsieges der Tories möglicherweise zum Life Peer ernannt werden solle. Eine offizielle Bestätigung oder Nominierung wurde jedoch noch nicht bekanntgegeben.